# Jesús Ferreira
Jesús David Ferreira Castro (Santa Marta, 24 de dezembro de 2000) é um futebolista americano que atua como atacante. Atualmente joga pelo Seattle Sounders.[carece de fontes?]

## Carreira no clube
Nascido na Colômbia, mudou-se para Dallas, no Texas, aos 10 anos de idade depois que seu pai, David Ferreira, assinou com FC Dallas. Ele se juntou ao time juvenil do clube e progrediu na equipe antes de assinar um contrato em 2016. Ele fez sua estreia profissional em 3 de junho de 2017, como substituto aos 71 minutos durante uma vitória por 6–2 sobre Real Salt Lake, marcando seu primeiro gol aos 89 minutos do jogo. Em 2018, Ferreira foi emprestado ao Tulsa Roughnecks da United Soccer League, onde marcou seis gols em 14 partidas, incluindo seu primeiro hat-trick na carreira. Na temporada seguinte, voltou ao FC Dallas e se destacou como titular sob o comando do técnico Luchi Gonzalez. Em janeiro de 2022, Ferreira assinou um contrato de jogador designado com o Dallas. Ele assinou um contrato com o FC Dallas em 17 de novembro de 2016. Em janeiro de 2025, foi anunciado como novo reforço do Seattle Sounders.

## Carreira internacional
Antes de obter a cidadania dos Estados Unidos, participou de acampamentos juvenis da Federação de Futebol dos Estados Unidos. Em 2016, foi convocado para a seleção sub-17 dos Estados Unidos. Em 2019, foi convocado para a seleção sub-23 dos Estados Unidos antes dos jogos de qualificação para os Jogos Olímpicos de 2020. Depois de ter sido adiado devido ao Covid, ele foi convocado novamente para a equipe que disputou o Campeonato Olímpico Masculino da CONCACAF de 2020.
Foi convocado pela primeira vez pela equipe principal Estados Unidos em janeiro de 2020. Em 1º de fevereiro de 2020, ele fez sua estreia internacional sênior pelos Estados Unidos em um amistoso contra Costa Rica.
Em 10 de junho de 2022, marcou seu primeiro hat-trick internacional ao marcar quatro gols contra Granada durante a Liga das Nações da CONCACAF de 2022–23.[carece de fontes?]

## Vida pessoal
É filho de David Ferreira, jogador profissional que jogou em clubes como América de Cali, Atlético Paranaense, FC Dallas e na seleção da Colômbia. Em dezembro de 2019, recebeu a cidadania americana.